# Physcomitrium niloticum
Physcomitrium niloticum là một loài Rêu trong họ Funariaceae. Loài này được (Delile) Müll. Hal. mô tả khoa học đầu tiên năm 1858.